# Teatro Renaissance
Teatro Renaissance é um teatro localizado na cidade de São Paulo.

## Crítica
Em 28 de setembro de 2014, foi publicado na Folha de S.Paulo o resultado da avaliação feita pela equipe do jornal ao visitar os sessenta maiores teatros da cidade de São Paulo. O local foi premiado com três estrelas, uma nota "regular", com o consenso: "Dentro do hotel Renaissance, o teatro é voltado a exibição de peças comerciais. O hall é uma pomposa salona. Pouco antes de o primeiro sinal tocar, os funcionários acompanham os cadeirantes até a sala. Depois disso, o restante do público começa a entrar. Não tem nem bonbonière nem bebedouros, e itens como conforto dos assentos, visibilidade e espaçamento entre as poltronas são regulares."